# Linux手机标准论坛
Linux手机标准论坛（Linux Phone Standards Forum，缩写LiPS Forum）是一个多公司聯盟，旨在创建移动设备上使用Linux的标准。LiPS论坛的主要目标是创建应用程序接口（API），允许开发人员构建的应用程序能与所有制造商制作的手机互操作 。
联盟的创始成员包括：ARM Ltd、Cellon、Esmertec、法国电信、Telecom Italia、FSM Labs、华为、Jaluna、MIZI Research、MontaVista软件、Open-Plug和PalmSource。
新进成员包括：德州仪器、Trolltech ASA和Movial Oy。英國電信于2007年9月加入LiPS论坛。
2007年9月，LiPS论坛宣布将与開放移動聯盟共同努力，保持方向一致。
2008年6月，LiPS论坛宣布将与LiMo基金會合作，不再作为一个单独的组织。